# A Year Without Rain Tour
A Year Without Rain Tour foi uma turnê da banda norte-americana Selena Gomez & the Scene. Na tour foram cantadas canções do álbum Kiss & Tell e do álbum base para a tour, A Year Without Rain.

## Setlist

### 2010
# "Round & Round"
1. "Crush"
2. "Kiss & Tell"
3. "More"
4. "You Belong with Me" (cover de Taylor Swift)
5. "I Won't Apologize"
6. "The Way I Loved You"
7. "A Year Without Rain"
8. "I Don't Miss You At All"
9. "Hot n Cold" (cover de Katy Perry)
10. "Falling Down"
11. "Love Is a Battlefield" (cover)
12. "In My Head" (cover de Jason Derülo)
13. "Tell Me Something I Don't Know"

Encore
1. "Naturally"
2. "Magic" (cover de Pilot)

# "Round & Round"
1. "Off the Chain"
2. "Rock God"
3. "A Year Without Rain"
4. "Naturally"

### 2011
# "Round & Round"
1. "Kiss & Tell"
2. "More"
3. "You Belong with Me"
4. "Off the Chain"
5. "The Way I Loved You"
6. "Falling Down"
7. "Love Is a Battlefield"
8. "In My Head"
9. "Intuition"
10. "Rock God"
11. "A Year Without Rain"
12. "Parachute" (cover de Cheryl Cole)
13. "Tell Me Something I Don't Know"

Encore
1. "Naturally"
2. "Magic"

# "Round & Round"
1. "Kiss & Tell"
2. "More"
3. "You Belong with Me"
4. "Off the Chain"
5. "The Way I Loved You"
6. "Falling Down"
7. "Love Is a Battlefield"
8. "In My Head"
9. "Intuition"
10. "Rock God"
11. "A Year Without Rain"
12. "Parachute" (cover de Cheryl Cole)
13. "Tell Me Something I Don't Know"

Encore
1. "Naturally"
2. "Magic"
3. "Who Says"

# "Who Says"
1. "Naturally"
2. "More"
3. "Round & Round"
4. "A Year Without Rain"

## Datas

### A Year Without Rain Tour
| Data                   | Cidade           | País           | Local                              | Tipo                     |
| ---------------------- | ---------------- | -------------- | ---------------------------------- | ------------------------ |
| Europa                 |                  |                |                                    |                          |
| 20 de outubro de 2010  | Londres          | Inglaterra     | HMV Hammersmith Apollo             | A Year Without Rain Tour |
| América do Norte       |                  |                |                                    |                          |
| 23 de outubro de 2010  | Las Vegas[A]     | Estados Unidos | Theatre for the Performing Arts    | A Year Without Rain Tour |
| 24 de outubro de 2010  | Phoenix[B]       | Estados Unidos | Arizona Veterans Memorial Coliseum | A Year Without Rain Tour |
| 26 de outubro de 2010  | Los Angeles[C]   | Estados Unidos | The Roxy                           | A Year Without Rain Tour |
| 6 de novembro de 2010  | Columbus         | Estados Unidos | Celeste Center                     | A Year Without Rain Tour |
| 26 de novembro de 2010 | Grand Prairie    | Estados Unidos | Verizon Theater at Grand Prairie   | A Year Without Rain Tour |
| 27 de novembro de 2010 | Tulsa            | Estados Unidos | Brady Theater                      | A Year Without Rain Tour |
| 5 de dezembro de 2010  | Los Angeles[D]   | Estados Unidos | Nokia Theatre L.A. Live            | Festivais de Natal       |
| 6 de dezembro de 2010  | Minneapolis[E]   | Estados Unidos | Target Center                      | Festivais de Natal       |
| 8 de dezembro de 2010  | Camden[F]        | Estados Unidos | Susquehanna Bank Center            | Festivais de Natal       |
| 9 de dezembro de 2010  | Lowell[G]        | Estados Unidos | Tsongas Center                     | Festivais de Natal       |
| 10 de dezembro de 2010 | New York City[H] | Estados Unidos | Madison Square Garden              | Festivais de Natal       |
| 11 de dezembro de 2010 | Sunrise[I]       | Estados Unidos | BankAtlantic Center                | Festivais de Natal       |
| 23 de janeiro de 2011  | San Juan         | Porto Rico     | José Miguel Agrelot Coliseum       | A Year Without Rain Tour |
| América do Sul         |                  |                |                                    |                          |
| 2 de fevereiro de 2011 | Santiago         | Chile          | Movistar Arena                     | A Year Without Rain Tour |
| 4 de fevereiro de 2011 | Buenos Aires     | Argentina      | Estádio G.E.B.A                    | A Year Without Rain Tour |
| América do Norte       |                  |                |                                    |                          |
| 5 de março de 2011     | Hidalgo[J]       | Estados Unidos | State Farm Arena                   | Festivais                |
| 6 de março de 2011     | Houston[K]       | Estados Unidos | Reliant Stadium                    | Festivais                |
| 20 de março de 2011    | Los Angeles[L]   | Estados Unidos | Gibson Amphitheatre                | Festivais                |
| 7 de maio de 2011      | Dixon[M]         | Estados Unidos | Dixon Fairground Grandstand        | Festivais                |
| 14 de maio de 2011     | Los Angeles[N]   | Estados Unidos | Staples Center                     | Festivais                |

Festivais musicais e outras performances
A Este concerto fez parte do "Justin Timberlake Shriners Hospitals for Children Open"
B Este concerto fez parte do "Arizona State Fair"
C Este concerto fez parte do "UNICEF Trick or Treat Concert"
D Este concerto fez parte do "KIIS FM's Jingle Ball"
E Este concerto fez parte do "KDWB's Jingle Ball"
F Este concerto fez parte do "Q102's Jingle Ball"
G Este concerto fez parte do "KISS108's Jingle Ball"
H Este concerto fez parte do "Z100's Jingle Ball"
I Este concerto fez parte do "Y100's Jingle Ball"
J Este concerto fez parte do "Borderfest"
K Este concerto fez parte do "Houston Livestock Show and Rodeo"
L Este concerto fez parte do "Concert for Hope"
M Este concerto fez parte do "Dixon May Fair"
N Este concerto fez parte do "Wango Tango"

### Festivais de Natal
| América do Norte       |                  |                |                         |
| 5 de dezembro de 2010  | Los Angeles[D]   | Estados Unidos | Nokia Theatre L.A. Live |
| 6 de dezembro de 2010  | Minneapolis[E]   | Estados Unidos | Target Center           |
| 8 de dezembro de 2010  | Camden[F]        | Estados Unidos | Susquehanna Bank Center |
| 9 de dezembro de 2010  | Lowell[G]        | Estados Unidos | Tsongas Center          |
| 10 de dezembro de 2010 | New York City[H] | Estados Unidos | Madison Square Garden   |
| 11 de dezembro de 2010 | Sunrise[I]       | Estados Unidos | BankAtlantic Center     |

### Festivais
| América do Norte    |                |                |                             |
| 5 de março de 2011  | Hidalgo[J]     | Estados Unidos | State Farm Arena            |
| 6 de março de 2011  | Houston[K]     | Estados Unidos | Reliant Stadium             |
| 20 de março de 2011 | Los Angeles[L] | Estados Unidos | Gibson Amphitheatre         |
| 7 de maio de 2011   | Dixon[M]       | Estados Unidos | Dixon Fairground Grandstand |
| 14 de maio de 2011  | Los Angeles[N] | Estados Unidos | Staples Center              |

Festivais musicais e outras performances
A Este concerto fez parte do "Justin Timberlake Shriners Hospitals for Children Open"
B Este concerto fez parte do "Arizona State Fair"
C Este concerto fez parte do "UNICEF Trick or Treat Concert"
D Este concerto fez parte do "KIIS FM's Jingle Ball"
E Este concerto fez parte do "KDWB's Jingle Ball"
F Este concerto fez parte do "Q102's Jingle Ball"
G Este concerto fez parte do "KISS108's Jingle Ball"
H Este concerto fez parte do "Z100's Jingle Ball"
I Este concerto fez parte do "Y100's Jingle Ball"
J Este concerto fez parte do "Borderfest"
K Este concerto fez parte do "Houston Livestock Show and Rodeo"
L Este concerto fez parte do "Concert for Hope"
M Este concerto fez parte do "Dixon May Fair"
N Este concerto fez parte do "Wango Tango"
1. 1 2